# Иванов, Георгий (болгарский футболист)
Георгий Александров Иванов (болг. Георги Александров Иванов; род. 2 июля 1976, Пловдив, Болгария) — болгарский футболист, нападающий.

## Карьера

### Клубная
Георгий Иванов — воспитанник клуба «Локомотив» (Пловдив). В этой команде напададающий и начал играть на профессиональном уровне (в сезоне 1993/1994), проведя в клубе 4 сезона. Летом 1997 года Иванов перешёл в «Левски».
В «Левски» Иванов отыграл следующие 5 сезонов, успев за это время по три раза выиграть чемпионат и кубок Болгарии, дважды стать лучшим игроком страны и один раз — лучшим бомбардиром национального чемпионата. Летом 2002 года Георгий Иванов стал игроком французского «Ренна».
Во Франции Георгий Иванов отыграл лишь один сезон, не забив ни одного гола в 12 проведённых матчах. Закрепиться в составе «Ренна» болгарскому нападающему не удалось, и сезон 2003/2004 он провёл на правах аренды в составе «Левски».
Два последующих сезона Иванов провёл в Турции, выступая за «Самсунспор» и «Газиантепспор». В 2006 году форвард вновь вернулся в «Левски», за который выступал до января 2007 года, когда перешёл в хорватскую «Риеку». В Хорватии Георгий Иванов играл до лета 2008 года, когда вновь вернулся в «Левски». В болгарском клубе нападающий и завершил игровую карьеру по окончании сезона 2008/2009, в шестой раз став чемпионом страны.

### В сборной
Георгий Александров Иванов впервые сыграл за сборную Болгарии будучи игроком пловдивского «Локомотива». В составе сборной принял участие в чемпионате мира 1998 года. Всего провёл за национальную команду 34 матча и забил 4 гола. Последний матч за сборную Болгарии провёл в 2005 году, когда в третий раз за свою игровую карьеру выступал за «Левски».

### Тренерская
После окончания карьеры игрока Георгий Иванов стал спортивным директором «Левски». Однако после 8 туров чемпионата Болгарии 2009/2010 главный тренер команды Ратко Достанич был отправлен в отставку, и Иванов занял пост главного тренера. По итогам сезона «Левски» занял третье место; Иванов вернулся на должность спортивного директора, уступив пост главного тренера Ясену Петрову. С Петровым «Левски» финишировал вторым, после чего Петров также был отправлен в отставку, и на протяжении 11 туров чемпионата Иванов вновь занимал пост главного тренера, пока на эту должность не был приглашён Николай Костов. Иванов же вновь стал спортивным директором команды.
В марте 2012 года Георгий Иванов вновь был назначен главным тренером «Левски», но проработал в этой должности лишь 9 дней. За это время «Левски» проиграл 2 матча с одинаковым счётом 0:1, после чего Иванов ушёл в отставку со своего поста.

## Достижения
Левски
- Чемпион Болгарии (6): 1999/00, 2000/01, 2001/02, 2005/06, 2006/07, 2008/09
- Вице-чемпион Болгарии (3): 1997/98, 1998/99, 2003/04

- Обладатель кубка Болгарии (4): 1997/98, 1999/00, 2001/02, 2006/07

Личные
- Футболист года в Болгарии (2): 2000, 2001
- Лучший бомбардир чемпионата Болгарии: 2000/01
- Лучший бомбардир «вечного дерби» Болгарии — матчей «Левски» — ЦСКА (София) (15 мячей).